# IC 3486
IC 3486 је елиптична галаксија у сазвјежђу Дјевица која се налази на листи објеката дубоког неба у Индекс каталогу.
Деклинација објекта је + 12° 51' 26" а ректасцензија 12h 33m 14,0s. Привидна величина (магнитуда) објекта IC 3486 износи 14,3 а фотографска магнитуда 15,3. IC 3486 је још познат и под ознакама MCG 2-32-131, CGCG 70-164, VCC 1491, ARAK 376, PGC 41682.